# 로레타 와인버그
로레타 와인버그(Loretta Weinberg, 1935년 2월 6일 ~ )는 미국의 정치인이다.

## 학력
- 캘리포니아 대학교 버클리 캠퍼스 인문사회 학사
- 페얼리 디킨슨 대학교 행정학 석사

## 경력
- 1992.03 ~ 2005.11 제205·206·207·208·209·210·211대 뉴저지주 제37선거구 하원의원
- 2005.11 ~ 2022.01 제211·212·213·214·215·216·217·218·219대 뉴저지주 제37선거구 상원의원
- 2012.01 ~ 2022.01 뉴저지주 상원 다수당 대표

## 역대 선거 결과
| 선거명        | 직책명                       | 대수  | 정당   | 득표율 | 득표수      | 결과 | 당락               |
| ------------- | ---------------------------- | ----- | ------ | ------ | ----------- | ---- | ------------------ |
| 1992년 재선거 | 하원의원 (뉴저지 제33선거구) | 205대 | 민주당 | 60.85% | 46,356표    | 1위  | 뉴저지 주의원 당선 |
| 1993년 선거   | 하원의원 (뉴저지 제33선거구) | 206대 | 민주당 | 29.93% | 33,876표    | 1위  | 뉴저지 주의원 당선 |
| 1995년 선거   | 하원의원 (뉴저지 제33선거구) | 207대 | 민주당 | 30.69% | 22,106표    | 1위  | 뉴저지 주의원 당선 |
| 1997년 선거   | 하원의원 (뉴저지 제33선거구) | 208대 | 민주당 | 32.99% | 33,677표    | 1위  | 뉴저지 주의원 당선 |
| 1999년 선거   | 하원의원 (뉴저지 제33선거구) | 209대 | 민주당 | 35.16% | 19,694표    | 1위  | 뉴저지 주의원 당선 |
| 2001년 선거   | 하원의원 (뉴저지 제33선거구) | 210대 | 민주당 | 34.40% | 34,443표    | 1위  | 뉴저지 주의원 당선 |
| 2003년 선거   | 하원의원 (뉴저지 제33선거구) | 211대 | 민주당 | 32.88% | 23,516표    | 1위  | 뉴저지 주의원 당선 |
| 2005년 재선거 | 상원의원 (뉴저지 제33부)     | 211대 | 민주당 | 72.99% | 37,677표    | 1위  | 뉴저지 주의원 당선 |
| 2007년 선거   | 상원의원 (뉴저지 제33부)     | 213대 | 민주당 | 75.27% | 24,118표    | 1위  | 뉴저지 주의원 당선 |
| 2009년 선거   | 뉴저지 부지사                | 1대   | 민주당 | 44.88% | 1,087,731표 | 2위  | 낙선               |
| 2011년 선거   | 상원의원 (뉴저지 제33부)     | 215대 | 민주당 | 69.87% | 23,141표    | 1위  | 뉴저지 주의원 당선 |
| 2013년 선거   | 상원의원 (뉴저지 제33부)     | 216대 | 민주당 | 68.48% | 28,321표    | 1위  | 뉴저지 주의원 당선 |
| 2017년 선거   | 상원의원 (뉴저지 제33부)     | 218대 | 민주당 | 75.37% | 33,017표    | 1위  | 뉴저지 주의원 당선 |